# Ribeiro de Carvalho
Ribeiro Pinto de Carvalho (* 2. Februar 1993) ist ein Leichtathlet aus Osttimor.

## Teilnahme an Wettkämpfen
Carvalho nahm bisher an drei bedeutenden internationalen Wettbewerben teil:
Bei den ersten Olympischen Jugend-Sommerspielen 2010 in Singapur war er einer von drei osttimoresischen Athleten. Carvalho lief am 22. August die 3000 m in 9:53,09.
Am 30. August 2011 startete Carvalho bei den Leichtathletik-Weltmeisterschaften 2011 in Daegu (Südkorea). Die 1500 m lief er in 4:30,56 und kam damit auf Platz 37.
Beim 800-m-Wettbewerb der Leichtathletik-Weltmeisterschaften 2013 in Moskau (Russland) erreichte Carvalho in den Vorläufen das Ziel in 2:04,74 und kam damit auf Platz 47.